# Canis armbrusteri
Canis armbrusteri és una espècie extinta de mamífer carnívor de la família dels cànids que visqué a Nord-amèrica durant el Plistocè, fa entre 11.700 anys i 1,8 milions d'anys. Se n'han trobat restes fòssils a Arizona, Arkansas, Carolina del Sud, Florida, Kansas, Maryland, Nou Mèxic, Pennsilvània, Texas i Virgínia (Estats Units). Era un xic més petit que el llop Canis lupus occidentalis, però tenia les dents molt diferents. El nom específic armbrusteri li fou assignat en honor de Raymond Armbruster, que havia portat l'atenció dels científics al jaciment on posteriorment es descobriria el material emprat per descriure C. armbrusteri.